# Eurya richii
Eurya richii är en tvåhjärtbladig växtart som beskrevs av Asa Gray. Eurya richii ingår i släktet Eurya och familjen Pentaphylacaceae. Inga underarter finns listade i Catalogue of Life.